# Isabella Löwengrip
Isabella Desirée Löwengrip, under en period Löwengrip Spångberg, ursprungligen Rydberg, född 21 oktober 1990 i Järfälla församling, är en svensk entreprenör och bloggare även känd som Blondinbella. Hon utsågs av Veckans Affärer till Näringslivets mäktigaste kvinna 2018.

## Biografi
Isabella Löwengrip gick på Jensen Gymnasium Norra i Stockholm men hoppade av efter andra året. Hon var under tonåren aktiv i Moderata ungdomsförbundet.
I september 2005 startade hon som 14-åring bloggen Blondinbella.se. Bloggen växte snabbt, vilket gjorde henne till en av Sveriges första stora sociala påverkare. År 2010 blev bloggen Sveriges tredje största privatblogg och Löwengrip utsågs till Årets Affärsnätverkare av Business Network International. År 2015 hade bloggen över en miljon unika besökare i veckan och 2016 var den största bloggen i Norden.
 

År 2007 grundade Löwengrip Bellme AB och hon har sedan dess varit chefredaktör för Egoboost Magazine, och deltagit som värd för ett antal nöjesprogram. I december 2008 hade TV-programmet Blondinbellas TV-dagbok premiär i TV400 och hon deltog i Let's Dance 2009 på TV4 med danspartnern Jonathan Näslund. Hon hade tillsammans med Tyra Sjöstedt en TV-show på Internet. Webb-TV-showen sändes live från Sturegallerian i Stockholm.

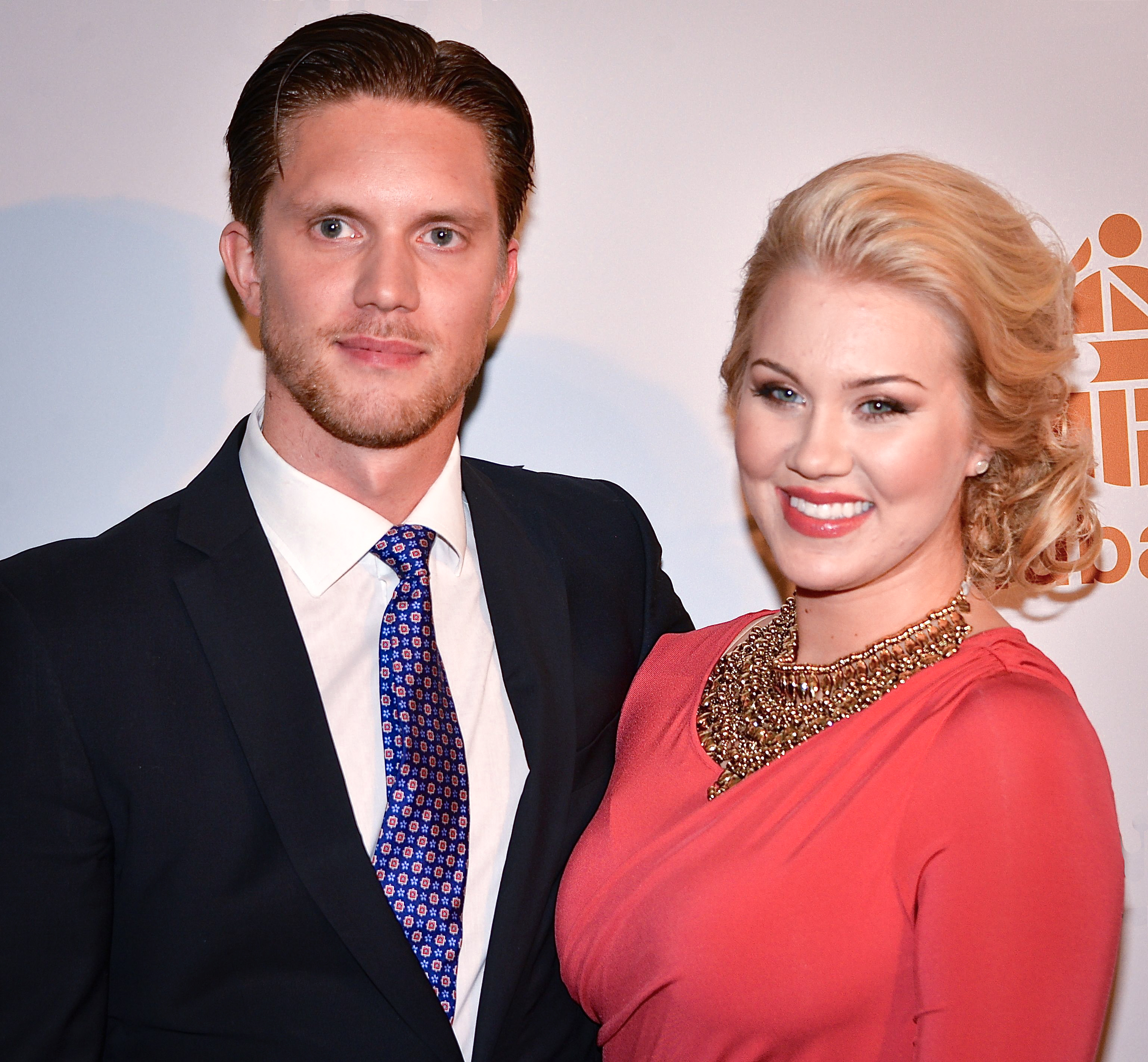
Isabella Löwengrip tillsammans med dåvarande partnern Odd Spångberg under Guldbaggegalan i januari 2013.

Isabella Löwengrip var 2011 med i det andra avsnittet i den 12:e säsongen av Fångarna på fortet.
I Konferensresan, sänt 2010 på Kanal 5, var Löwengrip en av de medverkande. I september 2011 började Löwengrip som bisittare i TV-programmet Malou efter tio i TV4. Efter två månader hoppade hon dock av programmet med hänvisning till negativ kritik. År 2013 hade Löwengrip en roll i filmen Orion.

### Entreprenörskap och kritik
Löwengrip har grundat ett flertal företag, bland annat ett företag som publicerar böcker och producerar poddradio om privatekonomi och ett företag för hudvårds- och hårvårdsprodukter.
I början var Löwengrips blogg mest känd bland nätsurfare, men i början av 2008 började hon uppmärksammas i andra medier. Samtidigt kritiserades hon för produktplaceringar utan att hon redovisat dessa på bloggen, vilket Konsumentverket utredde om det kunde strida mot marknadsföringslagen. Reklamombudsmannens opinionsnämnd fällde henne i maj 2016 för ett blogginlägg där hon gjorde reklam för sitt eget märke Flattered som säljer ballerinaskor och i juni 2017 för två inlägg på Instagram om hennes eget märke LCC. Den 24 september 2008 uppgav Dagens Media att det gick att köpa inlägg på bloggen. Den 25 september 2019 publicerade Expressen en granskning som visat att Löwengrip kraftigt överdrivit antalet besökare på sina plattformar, vilket ledde till att många företag som hon samarbetat med som influerare bröt med henne. Efter två år delvis utanför rampljuset återkom hon 2021 med självbiografin Isabella, där hon berättade att hon fått diagnosen bipolär sjukdom.

## Familj och privatliv
Isabella Löwengrip gifte sig den 31 augusti 2013 med Odd Spångberg; paret har två barn. Makarna separerade i maj 2017 och skildes i januari 2019. År 2018 berättade Löwengrip i TV-programmet Skavlan att hon har diagnosen ADHD "med ett asperger-spektrum".

## Utmärkelser
- Årets affärsnätverkare [7](BNI)
- Månadens Entreprenör [34](Newzglobe)
- Årets kommunikatör [35](Young Entrepreneurs of Sweden)
- Årets blogg[36], business (Blog Awards)
- En av Sveriges mäktigaste mamas ([37]Mama)
- Näringslivets mäktigaste kvinna 2018 (Veckans Affärer)[38]
- En av Sveriges mest framgångsrika kvinnor inom finansbranschen[39] (Financer.com)